# Українсько-вануатуанські відносини
Українсько-вануатуанські відносини — відносини між Україною та Республікою Вануату. 
Вануату визнала незалежність України 29 вересня 1999 року, того ж дня країни встановили дипломатичні.
Інтереси громадян України в Республіці Вануату захищає Посольство України в Австралії.

## Історія
Вануату не брала участі у голосуванні резолюції ГА ООН «Територіальна цілісність України» від 27.03.2014 р., підтримала резолюції "Ситуація з правами людини в АРК" у 2016-2021 рр. та резолюції "Проблема мілітаризації АРК" у 2018-2021 рр. (у 2020 р. - не голосувала).
Після початку повномасштабного російського вторгнення в Україну Вануату підтримала більшість українських резолюцій в ГА ООН, а також приєдналась до колективних заяв Форуму тихоокеанських островів щодо ситуації в Україні, які містили засудження вторгнення Росії та порушення суверенітету і територіальної цілісності України, заклик до рф припинити спробу незаконної анексії українських територій, забезпечити деескалацію ситуації та вивести російські війська за лінію міжнародно визнаних кордонів України.

## Торгівля
За підсумками 2021 року обсяг торгівлі товарами між Україною та Вануату склав 3,4 тис. дол. США, з яких український експорт — 3,3 тис. дол. США. Основні статті експорту: деревина та вироби з деревини; чорні метали; алкогольні та безалкогольні напої; інші вироби з недорогоцінних металів.
За даними Державної митної служби України, за 2022 рік обсяг двосторонньої торгівлі склав 5 тис. дол. США (український експорт).